# Banco de Taiwán

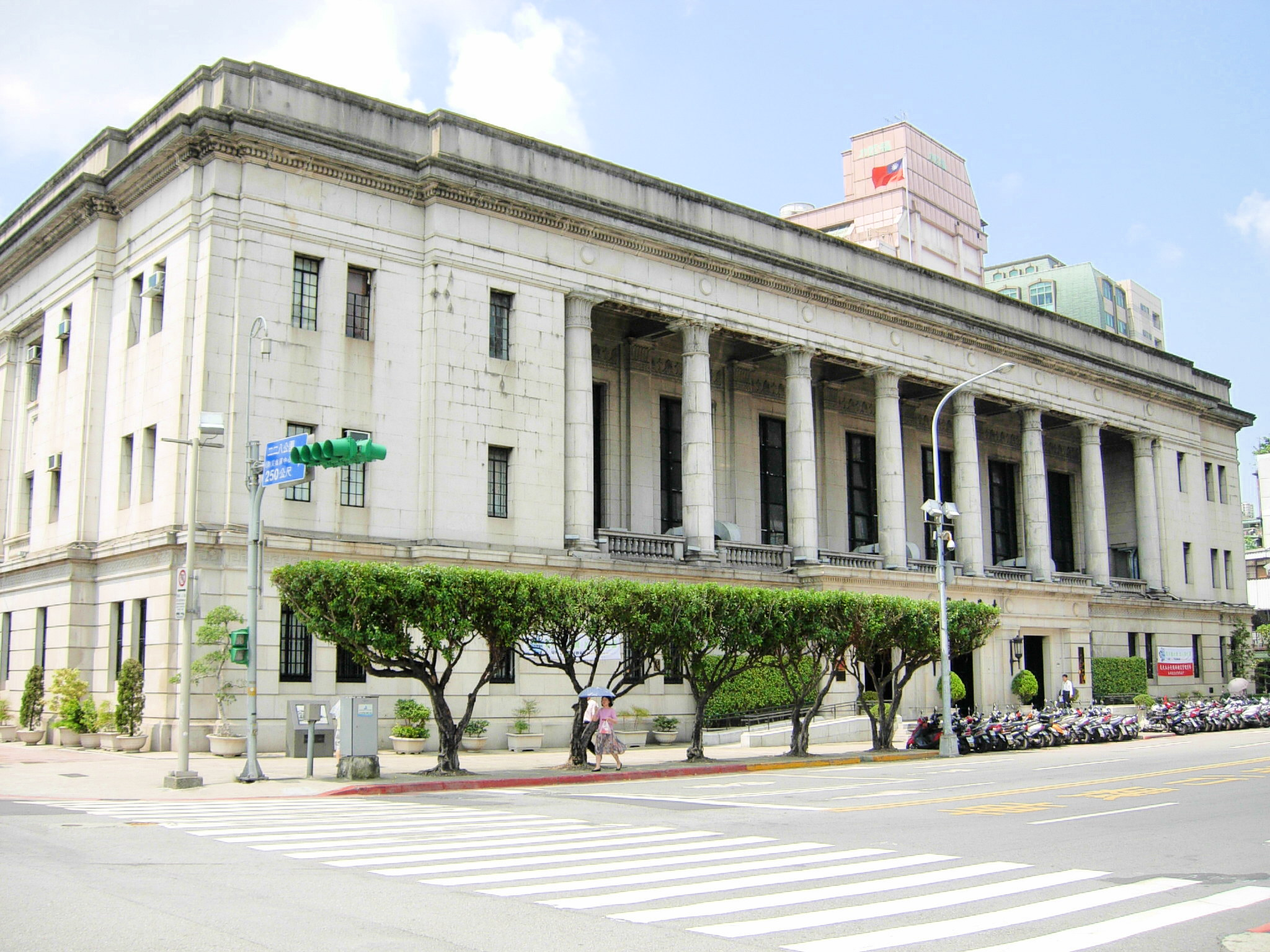
Bank of Taiwan.

El Bank of Taiwan (BOT; chino tradicional:臺灣銀行, pinyin: Taiwán Yínháng) es un banco con sede en Taipéi, República de China. Es administrado y controlado por el Yuan Ejecutivo de la República de China.
El Bank of Taiwan se rigió bajo el Gobierno Provincial de Taiwán hasta 1998, cuando el gobierno fue transferido al Ministerio de Hacienda de la República de China. En el 2001, el Banco central de la República de China (Taiwán) asumió la tarea de expedir el nuevo dólar de Taiwán.
El Bank of Taiwan en la actualidad gestiona un total de 169 sucursales nacionales, así como sucursales en Tokio, Singapur, Hong Kong y la República Popular de China. Las ramas también se han establecido en Nueva York, Los Ángeles, Londres, y Sudáfrica.
En julio de 2007, el Bank of Taiwan se fusionó con el Central Trust of China (中央信託局) como parte de un paquete de reformas financieras del gobierno. El banco sigue funcionando como una empresa independiente, haciéndose cargo de algunos aspectos en las actividades bancarias. En enero de 2008, el Banco se convirtió en parte del Taiwan Financial Group (臺灣金融控股公司), que también tiene el BLand Bank of Taiwan, el Taipei Export-Import Bank of China, BankTaiwan Securities y el Bank Taiwan Life Insurance.